# Zambia na Mistrzostwach Świata w Lekkoatletyce 2011
Zambia na Mistrzostwach Świata w Lekkoatletyce 2011 reprezentowana była przez troje zawodników.

## Występy reprezentantów Zambii

### Mężczyźni

#### Konkurencje biegowe
| Konkurencja | Zawodnik     | Runda 1  | Runda 1 | Runda 2  | Runda 2 | Półfinał | Półfinał | Finał    | Finał   |
| Konkurencja | Zawodnik     | Rezultat | Pozycja | Rezultat | Pozycja | Rezultat | Pozycja  | Rezultat | Pozycja |
| ----------- | ------------ | -------- | ------- | -------- | ------- | -------- | -------- | -------- | ------- |
| Bieg 100 m  | Gerald Phiri |          |         | 10.60    | 40      |          |          |          |         |
| Bieg 800 m  | Prince Mumba |          |         | 1:46.73  | 17 Q    | 1:47.06  | 20       |          |         |

### Kobiety

#### Konkurencje biegowe
| Konkurencja | Zawodniczka     | Runda 1  | Runda 1 | Runda 2  | Runda 2 | Półfinał | Półfinał | Finał    | Finał   |
| Konkurencja | Zawodniczka     | Rezultat | Pozycja | Rezultat | Pozycja | Rezultat | Pozycja  | Rezultat | Pozycja |
| ----------- | --------------- | -------- | ------- | -------- | ------- | -------- | -------- | -------- | ------- |
| Bieg 400 m  | Racheal Nachula |          |         | 53.49 SB | 24 q    | 53.30 SB | 22       |          |         |